# Hamburg bombázása
Hamburg bombázása, avagy a Gomora-hadművelet egy olyan szőnyegbombázás-sorozat volt, amelyet 1943. július 26. és augusztus 3. között a brit RAF és kisebb részben az amerikai légierő Eight Air Force-a hajtott végre a német nagyváros, Hamburg ellen. A legdrámaibb epizód a július 28-ai volt, amikor a keletkezett tűzvihar (Feuersturm) tízezrek halálát és hatalmas anyagi károkat okozott.

## A cél kiválasztása
1940 nyarától 1943 nyaráig Hamburgot 137 szövetséges légitámadás érte, amelyek csaknem 1500 emberi életet követeltek, az anyagi károk a városhoz mérten jelentéktelenek voltak.
Miközben a Ruhr-vidéki csata még javában zajlott, Sir Arthur Harris (Bombázó vagy Hentes Harris), aki a Bombázó Parancsnokság (Bomber Command, a RAF bombázásra rendelt egysége) parancsnoka volt 1942. február 22. óta, elkezdte tervezni a Gomora-hadműveletet (amely nevét az egyik tűzviharral elpusztított bibliai városról kapta) Hamburg ellen, amely nagy, virágzó ipari és közlekedési központ volt, a legaktívabb kikötővel, s ahol a Kriegsmarine tengeralattjáróinak kb. 45%-át is gyártották. 1943. május 27-én kiadta 173. számú hadműveleti parancsát: „Hamburg ősi Hanza-várost a földig le kell rombolni, méghozzá a rendelkezésre álló minden eszköz felhasználásával.”
A támadás négy vagy öt éjszaka tartott volna, a Churchilltől 1943. július 16-án kapott felhatalmazás alapján, először felhasználva a „Korpa” (window) kódnevű olyan fémcsíkokat, amelyek az égen szétszórva képesek voltak a radarokat megtéveszteni.
Harris körülbelül tíz nappal a Ruhr-vidéki csata vége előtt embereit pihenni küldte, s a 23-ról 24-re virradó éjszaka csak a tartalékszemélyzetet vezényelte propaganda-röplapokat szórni a németek által megszállt Franciaországra.

## Története

### Július 25–26.
Az első támadásban 791 bombázó (347 Avro 683 Lancaster, 246 Handley Page Halifax, 125 Short S.29 Stirling és 73 Vickers Wellington) vett részt. A „Korpa” megtévesztő akciót a célponttól 180 km-re, egyperces időközönként hajtották végre. A megközelítési útvonalon hat nyomkövető, jelzőanyaggal, speciális világítóbombákkal volt megrakva, a navigációs útvonalak és az elérni kívánt területek H2S radarrendszerrel felszerelve, hogy világítóbombákat szórjanak az Elba torkolatába, hogy a főerőt pontosan irányítsák a városra. Hajnali egy órától újabb 28 nyomjelző feladata volt a bombázók rávezetése a városközpontra (Szent Miklós-templom), amit az egész művelet során további 53 repülőgép folytatott.
A Korpa jól teljesítette feladatát azzal, hogy megzavarta a német radarkezelőket és a hamburgi légvédelmet. Bár számos brit gép legénysége idő előtt ledobta bombáit, a támadás nagy része elérte a célpontját. 1383 tonna hagyományos bomba és 1018 tonna gyújtóbomba hullott Hamburgra, számos kerületet és kikötőt elpusztítva, megfosztva a polgárokat a víz, gáz és villanyszolgáltatástól. 1500 polgári lakos meghalt, és 12 brit repülőgépet lelőttek.
14.40-kor a légvédelmi szirénák újra megszólaltak, jelezve 68 db B–17-es amerikai gép feltűnését a látóhatáron, amelyek lakóházakat, mólókat, gyárakat, hajókat és raktárakat támadtak. Az éjszaka folyamán néhány brit De Havilland Mosquito a lakosság terrorizálására kisebb bombázást hajtott végre.
26-án 10.38-kor 54 darab B–17-es ismét a kikötőt bombázta. Az éjszaka folyamán néhány brit Mosquito folytatta a lakosság megfélemlítését.

### Július 28: aFeuersturm

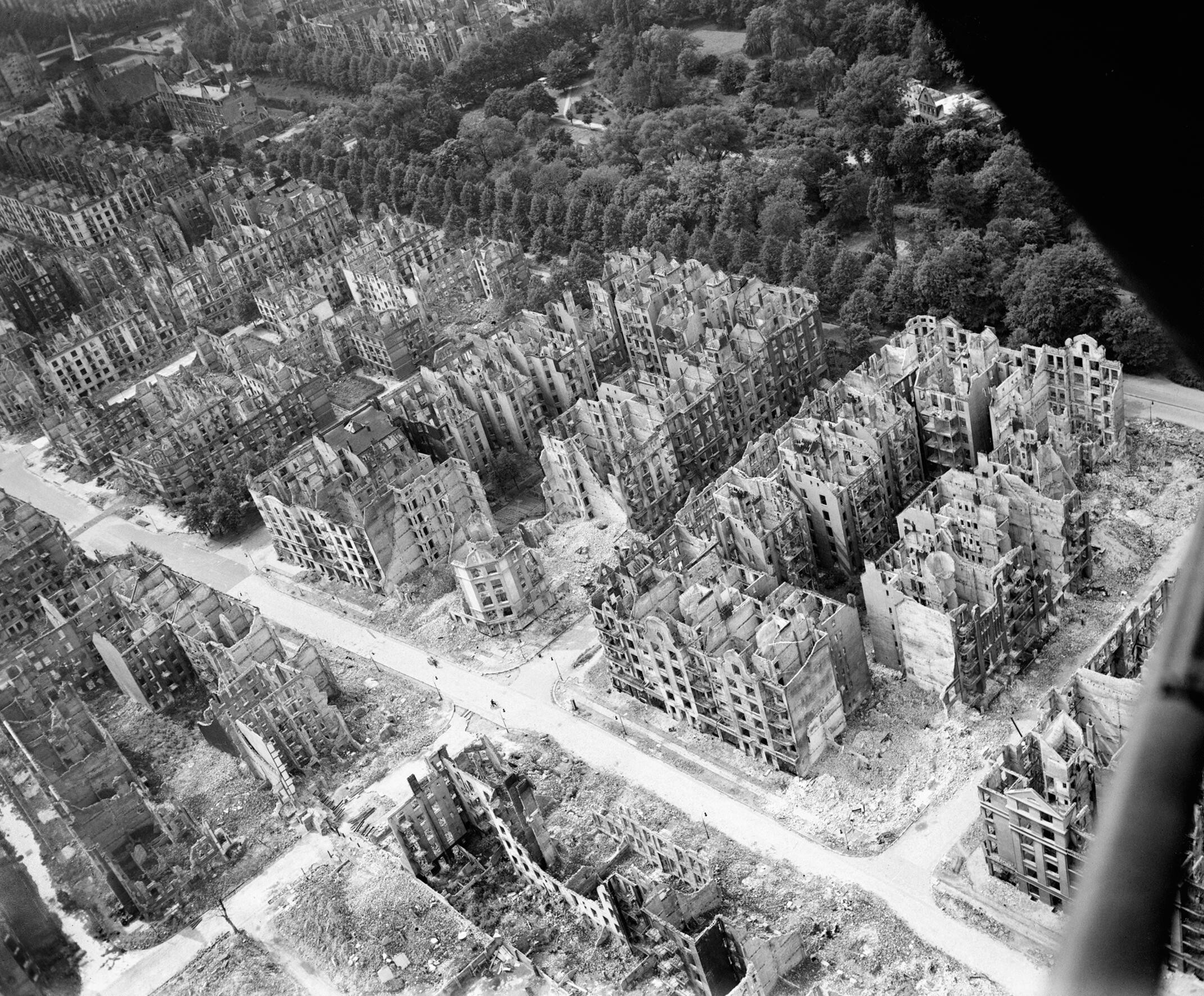
Hamburg az 1943. július 25. – augusztus 3. között végrehajtott „Gomora-hadművelet” (gyújtóbombákkal előidézett tűzvihar) után

A város elleni második nagy támadást 787 brit bombázó hajtotta végre 25 nyomjelző és a Korpa együttműködésével, bár a németek már kezdték a fémszalagok zavaró hatását kiküszöbölni. A szőnyegbombázás 1943. július 28. 0.55-kor kezdődött, és körülbelül háromnegyed óra alatt 1129 tonna romboló és 1265 tonna gyújtóbomba hullott Rothenburgsort, Hammerbrook, Borgfelde és Hamm legsűrűbben lakott városrészekre.
A Hamburg utcáin zajló tragédiát a brit személyzet még 5000 m-es tengerszint feletti magasságban is érzékelte, amikor az alulról felszálló légörvények megrázták repülőgépüket. A robbanások és tüzek jelentős koncentrációja egy viszonylag kis területen, a szél teljes hiánya és a relatív páratartalom nagyon alacsony volta (kb. 30%) hatására tűzvihar keletkezett, amely a hamburgi utcákon tombolt átlagosan 250 km/h-s sebességgel, s amely azonnal felszippantotta a szabadban tartózkodókat (a tűzvihar epicentrumában csaknem 1000 °C volt). Azok, akik az óvóhelyen maradtak, meghaltak szén-monoxid-mérgezésben, mások, akiket a foszforos gyújtóbombák elértek, szó szerint tüzet fogtak, és menekülést kerestek az Alsterben, de amint a vegyi anyag a víz alól felbukkant, ismét lángra kapott, és fulladás vagy égés formájában gyilkolt.
A brit Bombázókommandó 17 repülőt, Hamburg körülbelül 40 000 lakost veszített. Sokakat nem lehetett azonosítani, mivel csak hamu maradt belőlük. Nem lehetetlen, hogy kb. 900 000 hamburgi hagyta el városát. A Bomber Command parancsnoksága csak a bombázás sikerességet szűrte le, és a szokásos Mosquito-támadások se tudtak már senkit megrémíteni, mivel a lebombázott negyedek úgyis egész éjszaka lángokban álltak.

### Július 30.

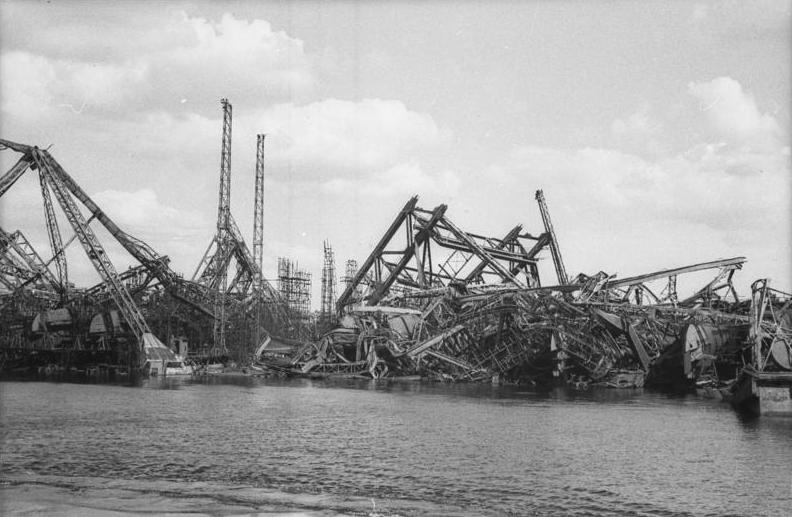
A lerombolt hamburgi kikötő

A harmadik, immár Hamburgra koncentrált támadás július 30-án 0.45 és 1.28 óra között zajlott 697 brit bombázó részvételével. A nyomkövetők már felderítés közben jelentős máglyákat létesítettek,  amelyek a várost nyaldosták, kerülték azonban a célzóna megjelölését, inkább csak a környéket akarván megvilágítani, ezért a főerő 1100 tonna romboló és 1240 tonna gyújtóbombát dobott le, hogy lerombolják Harvestehude, Eppendorf, Rotherbaum, St. Georg, Uhlenhorst, Winterhude és Barmbek negyedek addig érintetlen lakóházait. Súlyosan megsérült a kikötő is. Harminc bombázó azonban nem tért vissza a bázisra.

### Augusztus 3.
A rossz időjárás romba döntötte a Bomber Command terveit, amely szerint erre a napra gondolták ki a „hadművelet” utolsó felvonását. Valójában az Angliából felszállt 740 bombázóból 393 érte el Hamburgot. A látótávolság olyan kicsi volt, hogy a Mosquitók által ledobott világítóbombák, a H2S radarrendszer használata mellett, csak néhány gép legénységét tudta a célra vezetni, így 633 tonna robbanóbomba és 717 tonna gyújtóbomba csekély része ért földet a német város határain belül. Ismét 30 brit egység nem tért haza.

## A terrortámadások mérlege
Ha nem vesszük figyelembe a Mosquitók és az amerikaiak támadásait, a Gomora folyamán a Bomber Command 8485 tonna bombát dobatott le Hamburgra. Körülbelül 3095 légi erőddel számoltak a műveletekben, amiből 2534 vett részt bevetésen, és ezekből 89-et lelőttek a német éjszakai vadászgépek.
A július 28-i Feuersturm felégetett 22 km²-t, lerombolt 2509 hektár beépített területet, Hamburg 73,97%-át. Ezért a várost, a kikötő és az ipari területek kivételével, a háború végéig már nem bombázták. A Bombázókommandó egyszer és mindenkorra megmutatta, hogy az 1939–1942 közötti kudarcok Lübeck bombázásának fordulópontja után képes drasztikusan csökkenteni egy-egy német város munka-, ipari és gazdasági potenciálját.
A veszteség a Harmadik Birodalom számára megrázó volt. Nem kevesebb mint 42 600 polgárukat elveszítették (70%-uk szén-monoxid-mérgezés, 15%-uk a tűzvihar, 15%-uk a robbanások és épületösszeomlás áldozata lett), 2000 eltűnt és 37 000 sebesült, az eredetileg 700 000-es lakosságból a túlélő hajlék nélkül maradtak százezrei vidékre vagy máshova költöztek a városból. 5300 gyár és raktár, három olajfinomító, 45 középület, nyolc hajóépítő üzem, 12 híd és 175 570 tonna hadi hajózási anyag elpusztult.
277 000 ház és lakás dőlt romba, sok ipari üzem mellett 24 kórház, 277 iskola, 58 templom, 12 híd és számos történelmi épület semmisült meg, köztük a 650 000 kötetes városi könyvtár.

## Bibliográfia
- Giorgio Bonacina. Comando Bombardieri - Operazione Europa (1975) Milánó

## Fordítás
- Ez a szócikk részben vagy egészben  az   Operazione Gomorrah című olasz Wikipédia-szócikk ezen változatának fordításán alapul.  Az eredeti cikk szerkesztőit annak laptörténete sorolja fel. Ez a jelzés csupán a megfogalmazás eredetét és a szerzői jogokat jelzi, nem szolgál a cikkben szereplő információk forrásmegjelöléseként.